# Villecomte
Villecomte ist eine französische Gemeinde mit 245 Einwohnern (Stand: 1. Januar 2022) im Département Côte-d’Or in der Region Bourgogne-Franche-Comté. Sie gehört zum Arrondissement Dijon und zum Kanton Is-sur-Tille. Die Einwohner werden Villacomitiens genannt.

## Geographie
Villecomte liegt etwa 20 Kilometer nordnordöstlich von Dijon am Ignon. Die Gemeinde wird umgeben von Saulx-le-Duc im Norden, Diénay im Osten, Chalignay im Süden und Südosten, Vernot im Westen sowie Tarsul im Nordwesten.

## Bevölkerungsentwicklung
| Jahr                       | 1962 | 1968 | 1975 | 1982 | 1990 | 1999 | 2006 | 2013 | 2019 |
| Einwohner                  | 146  | 162  | 168  | 191  | 191  | 188  | 240  | 253  | 252  |
| Quellen: Cassini und INSEE |      |      |      |      |      |      |      |      |      |

## Sehenswürdigkeiten

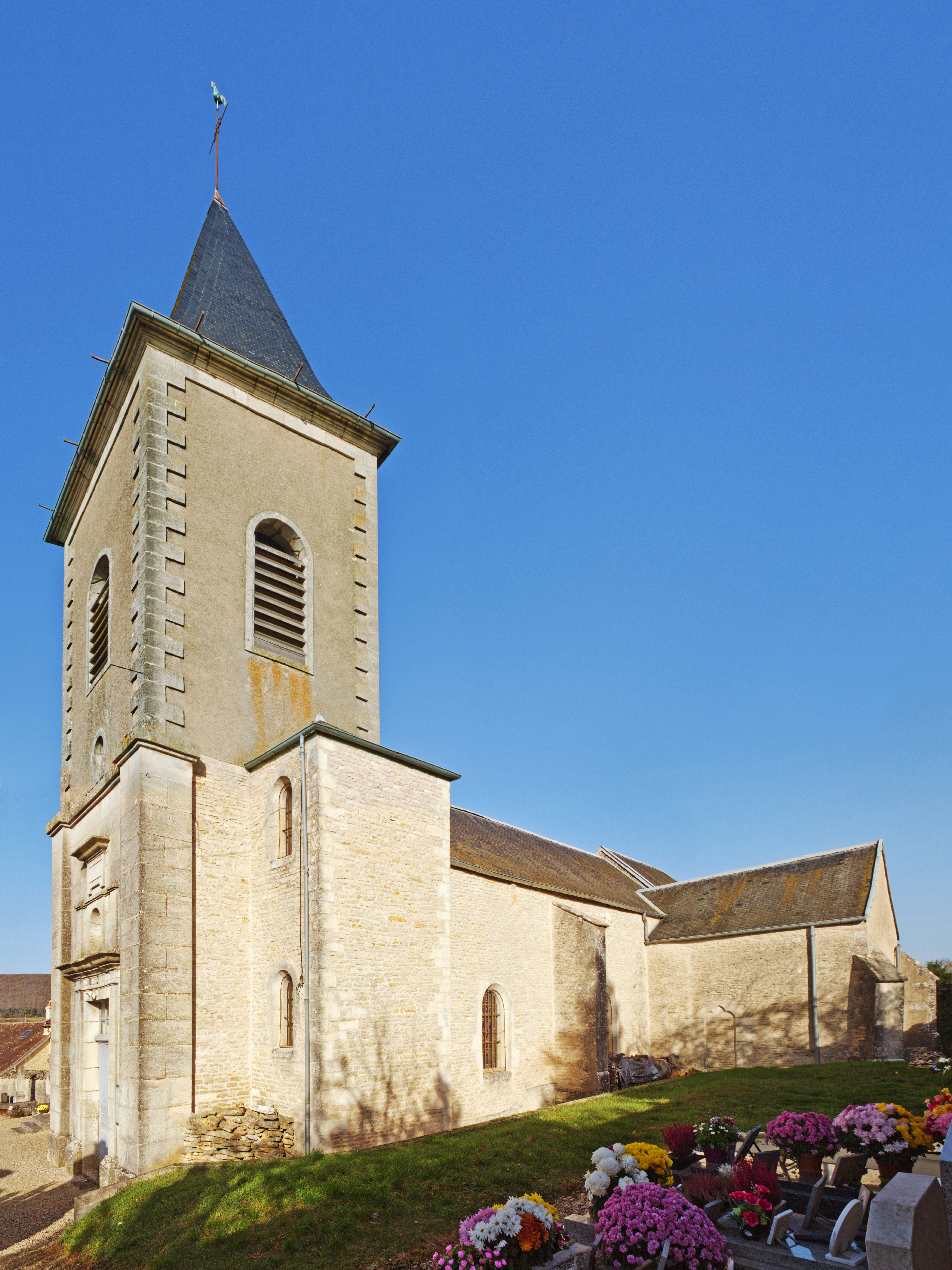
Kirche Notre-Dame-de-l'Assomption

- Kirche Notre-Dame-de-l'Assomption aus dem 19. Jahrhundert